# Juraj Slezáček
Juraj Slezáček (14. ledna 1943 Zvolen, Slovensko – 5. srpna 2016 Piešťany, Slovensko) byl slovenský herec a divadelní pedagog.

## Život
V roce 1964 absolvoval studium herectví na VŠMU. Členem Činohry Slovenského národního divadla je od roku 1964. Ztvárnil desítky postav jako herec na jevišti Činohry SND, televizi a filmu. Od roku 1979 zastával funkci uměleckého šéfa činohry SND. V roce 1990 se jako dlouholetý člen Komunistické strany Slovenska vzdal funkce uměleckého šéfa a při herecké profesi se věnoval zejména své pedagogické činnosti na VŠMU (docent 1988). K témuž postu ve Slovenském národním divadle (jen pod jiným titulem – ředitel činohry SND) se vrátil v roce 1997. V říjnu 2005 požádal o uvolnění z funkce. Věnoval se i pedagogické práci, zpočátku jen jako pedagog, v letech 1996–2002 i jako děkan Činoherní a loutkoherecké fakulty VŠMU v Bratislavě.

## Ocenění
V roce 1985 mu byl udělen titul zasloužilý umělec.

## Filmografie
- 1975 Život na útěku
- 1978 Poéma o svědomí (Gabriš)
- 1979 Choď a nelúč sa (Gerthoffer)
- 1981 Fénix (lékař Miklíček)
- 1985 Perinbaba (chlap)